# Halucinația (film)
Halucinația (în engleză Naked Lunch) este un film dramatic științifico-fantastic din 1991, co-scris și regizat de David Cronenberg și cu Peter Weller, Judy Davis, Ian Holm și Roy Scheider în rolurile principale. Este o adaptare a romanului cu același nume (în engleză) al lui William S. Burroughs din 1959 și o coproducție internațională a unor studiouri din Canada, Marea Britanie și Japonia. 
Filmul a fost lansat la 27 decembrie 1991 în Statele Unite și la 24 aprilie 1992 în Regatul Unit de către 20th Century Fox. A avut recenzii pozitive din partea criticilor, dar a fost un film neprofitabil obținând doar 2,6 milioane de dolari la un buget de 17-18 milioane de dolari din cauza unei lansări limitate. A câștigat numeroase onoruri, inclusiv Premiul Societății Naționale a Criticilor de Film pentru cel mai bun regizor și șapte premii Genie, în special pentru cel mai bun film. Naked Lunch a devenit un film idol.

## Intrigă
William Lee este un exterminator care descoperă că soția sa Joan îi fură insecticidele pentru a le folosi ca droguri. Lee este arestat de poliție și începe să aibă halucinații ca urmare a expunerii la insecticid. Lee începe să creadă că este un agent secret, iar șeful său, un gândac uriaș care vorbește, îi atribuie misiunea de a o ucide pe Joan, despre care se presupune că este un agent al unei organizații numite Interzone Incorporated. Lee respinge instrucțiunile gândacului și îl omoară. Lee se întoarce acasă unde o găsește pe Joan făcând sex cu Hank, unul dintre prietenii săi scriitori. La scurt timp, el o ucide din greșeală. 

## Distribuție
- Peter Weller - William Lee
- Judy Davis - Joan Frost / Joan Lee
- Ian Holm - Tom Frost
- Julian Sands - Yves Cloquet
- Roy Scheider - Dr. Benway
- Monique Mercure - Fadela
- Nicholas Campbell - Hank
- Michael Zelniker - Martin
- Robert A. Silverman - Hans
- Joseph Scorsiani - Kiki
- Peter Boretski - Creaturi (voce)
- Yuval Daniel - Hafid
- John Friesen - Hauser
- Sean McCann - O'Brien

## Legături externe
- Halucinația la Internet Movie Database
- Halucinația la Box Office Mojo
- Halucinația (film) la Rotten Tomatoes
- en Colecție de articole critice despre  Halucinația (film) la Metacritic.com
- Naked Lunch: Burroughs a essay by Gary Indiana in the Criterion Collection